# Marie Hélène Duchynska
Marie Hélène Duchynska, née le 11 septembre 1852 à Tonneins et morte le 10 janvier 1935 à Nice, est une peintre française.

## Biographie
Marie Antoinette Caroline Hélène Duchynska est la fille de Clément Duchynski, conducteur des Ponts et Chaussées, et de Marie Guillard.
À l'Académie Julian, elle est élève de William Bouguereau et de Tony Robert-Fleury ; elle expose au Salon à partir de 1881.
Peintre de miniature et sur porcelaine, elle est nommée officier d'Académie en 1890.
Sa vue baisse à partir de 1918 et elle devient aveugle en 1928.
Elle meurt célibataire à son domicile de Nice à l'âge de 82 ans.